# Polyrhachis arborea

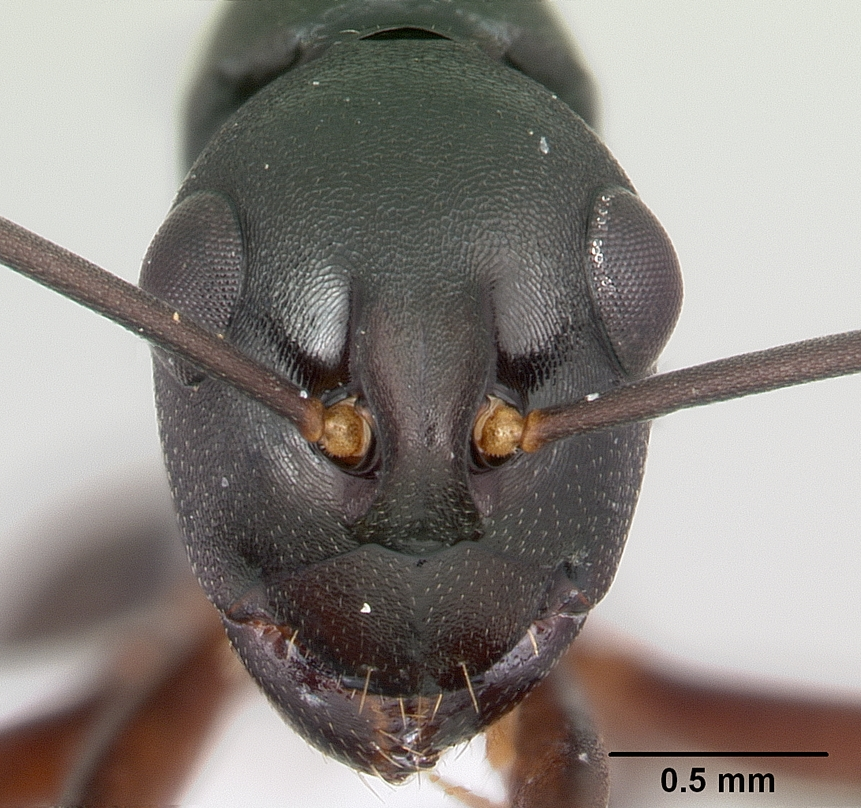
Cabeça da Polyrhachis arborea.

Polyrhachis arborea é uma espécie de formiga do gênero Polyrhachis, pertencente à subfamília Formicinae. É originária da Indonésia.